# Uładzimir Buszma
Uładzimir Buszma (biał. Уладзімір Бушма, ros. Владимир Бушма, Władimir Buszma; ur. 24 listopada 1983 w Mińsku) – białoruski piłkarz, występujący na pozycji bramkarza.

## Kariera klubowa
| Sezon | Klub            | Kraj     | Rozgrywki        | Mecze | Bramki |
| ----- | --------------- | -------- | ---------------- | ----- | ------ |
| 2001  | SKAF Mińsk      | Białoruś | Druhaja liha     | 23    | 0      |
| 2002  | Tarpeda Żodzino | Białoruś | Wyszejszaja liha | 0     | 0      |
| 2003  | Tarpeda Żodzino | Białoruś | Wyszejszaja liha | 0     | 0      |
| 2004  | Tarpeda Żodzino | Białoruś | Wyszejszaja liha | 1     | 0      |
| 2005  | Tarpeda Żodzino | Białoruś | Wyszejszaja liha | 3     | 0      |
| 2006  | Tarpeda Żodzino | Białoruś | Wyszejszaja liha | 11    | 0      |
| 2007  | Tarpeda Żodzino | Białoruś | Wyszejszaja liha | 24    | 0      |
| 2008  | Tarpeda Żodzino | Białoruś | Wyszejszaja liha | 4     | 0      |
| 2009  | Tarpeda Żodzino | Białoruś | Wyszejszaja liha | 24    | 0      |
| 2010  | Tarpeda Żodzino | Białoruś | Wyszejszaja liha | 22    | 0      |
| 2011  | FK Homel        | Białoruś | Wyszejszaja liha | 29    | 0      |
| 2012  | FK Homel        | Białoruś | Wyszejszaja liha | 24    | 0      |